# Bergkungsfiskare
Bergkungsfiskare (Syma megarhyncha) är en fågel i familjen kungsfiskare inom ordningen praktfåglar.

## Utseende och läte
Bergkungsfiskaren är en stor och färgglad kungsfiskare. Den är lysande orange på huvud och kropp och blå på rygg och stjärt. Näbben är gul och i nacken syns en svart teckning. Honan har även svart på hjässan. Arten är nästan identisk med torotorokungsfiskaren, men är större, mer bergslevande och de flesta fåglar har en smutsig teckning på näbbens ovansida. Lätet består av en serie med ljudliga toner, först något stigande, sedan fallande och avslutat med en drill.

## Utbredning och systematik
Bergskungsfiskare delas in i tre underarter:
- S. m. wellsi – förekommer i västra Nya Guinea (Sudirmanbergen och Weylandbergen)
- S. m. sellamontis – förekommer i nordöstra Nya Guinea (berg på Huonhalvön)
- S. m. megarhyncha – förekommer i centrala och sydöstra Nya Guinea (från Sudirmanbergen till Owen Stanley-bergen)

Underartern wellsi inkluderas ofta i nominatformen.

## Levnadssätt
Bergkungsfiskaren hittas som namnet avslöjar i bergstrakter, i skogar på låg till medelhög höjd.

## Status och hot
Arten har ett stort utbredningsområde, men tros minska i antal, dock inte tillräckligt kraftigt för att den ska betraktas som hotad. Internationella naturvårdsunionen IUCN listar arten som livskraftig (LC).